# Cash on Demand
Pour plus de détails, voir Fiche technique et Distribution.
Cash on Demand est un film britannique réalisé par Quentin Lawrence (en), sorti en 1961.

## Synopsis
Un criminel sans foi noi loi, charmant d'apparence, retient en otage la famille d'un directeur de banque. Son projet est de voler la somme de 97 000 livres sterling. Mais son plan ne va pas se passer comme prévu.

## Fiche technique
- Titre original : Cash on Demand
- Réalisation : Quentin Lawrence
- Scénario : David T. Chantler et Lewis Greifer d'après la pièce de Jacques Gillies
- Photographie : Arthur Grant
- Montage : Eric Boyd-Perkins
- Musique : Wilfred Josephs
- Distribution : Stuart Lyons
- Création des décors : Bernard Robinson
- Maquillage : Roy Ashton
- Producteur : Michael Carreras
- Producteur associé : Anthony Nelson Keys
- Compagnies de production : Hammer Films
- Compagnie de distribution : British Lion Film Corporation
- Pays d'origine : Royaume-Uni
- Format : Noir et blanc - 1,66:1 - Mono
- Genre : thriller
- Durée : 89 minutes
- Date de sortie : 1961

## Distribution
- Peter Cushing : Harry Fordyce
- André Morell : Colonel Gore Hepburn
- Richard Vernon : Pearson
- Norman Bird : Arthur Sanderson
- Kevin Stoney : Inspecteur Bill Mason
- Barry Lowe : Peter Harvill
- Edith Sharpe : Miss Pringle
- Lois Daine : Sally
- Alan Haywood : Kane